# Guerguerat
Guerguerat es el principal puesto fronterizo que conecta el Sáhara Occidental con Mauritania. Se encuentra situado al sur del trópico de Cáncer. Hasta 2002 era alcanzable solo en un convoy desde Dajla (Villa Cisneros) que organizaba el ejército de Marruecos y que pasaba por  Angra de Cintra y la pequeña población del Cabo Barbas.
En la actualidad se puede llegar hasta él (y atravesar la frontera hacia Mauritania o viceversa) utilizando la carretera N1 marroquí.
Dentro del conflicto del Sahara Occidental, a fines de 2016, se produjo una escalada de tensión en la región, entre las tropas marroquíes y el Ejército de Liberación Saharaui, el cual finalizó con la recuperación del territorio en su totalidad por parte de las tropas de la RASD el día 20 de noviembre de 2016.
Las dos partes desplegaron fuerzas armadas en la zona, pero Marruecos las retiró en febrero de 2017 en respuesta a un llamamiento del secretario general de la ONU, António Guterres. Finalmente el 28 de abril de 2017 el Frente Polisario se retira del área de Guerguerat, ante los llamamientos desde la ONU, pese a la oposición de su secretario general Brahim Gali.
La importancia de Guerguerat para Marruecos reside en dos aspectos: Marruecos exporta verduras a Mauritania (especialmente a Nuadibú) a través de este puesto fronterizo y es la única vía para los marroquíes para salir del país por tierra sin necesidad de usar un visado a otro país. La importancia de Guerguerat para la RASD reside en el hecho de que es el único punto por el cual puede ejercer presión a Marruecos aislándolo de Mauritania.
En noviembre de 2020 se produjo una escalada en la tensión del conflicto del Sahara cuando el ejército de la RASD bloqueó el tránsito por la carretera N-1.